# Сеоане, Херардо
Херардо Сеоане Кастро (нем. Gerardo Seoane Castro; род. 30 октября 1978, Люцерн) — швейцарский футбольный тренер и бывший футболист.
2 июня 2018 года Сеоане был назначен тренером действующего чемпиона швейцарской Суперлиги «Янг Бойз». 39-летний Сеоане стал неожиданным для экспертов и болельщиков выбором, чтобы сменить Ади Хюттера на посту тренера, несмотря на то, что он вывел «Люцерн» на третье место в Суперлиге в свой дебютный на тренерском поприще сезон. Приняв на себя роль наставника «Янг Бойз», Сеоане пообещал и дальше придерживаться стиля игры Хюттера и не отставать от добытых ранее результатов.
В свой первый сезон он привёл клуб к их тринадцатому чемпионскому титулу и помог клубу выйти в групповой этап Лиги чемпионов УЕФА впервые в истории клуба. Во втором сезоне Сеоане привёл клуб к национальному дублю: 14-му титулу в лиге (третий год подряд) и седьмому титулу в Кубке Швейцарии (до этого команда завоевывала трофей в 1987 году).
С сезона 2021/22 назначен главным тренером леверкузенского клуба «Байeр 04».